# 圣雷米莱舍夫勒斯
圣雷米莱舍夫勒斯（法語：Saint-Rémy-lès-Chevreuse，法語發音：[sɛ̃ ʁemi lɛ ʃəvʁøz] ⓘ，意为“舍夫勒斯附近的圣雷米”）是法国伊夫林省的一个市镇，位于该省东南部，属于朗布依埃区。圣雷米莱舍夫勒斯站是法兰西岛大区快铁B线的南端终点。

## 地理
圣雷米莱舍夫勒斯（48°42'21"N, 2°4'19"E）面积9.65 平方千米，位于法国法蘭西島大區伊夫林省，该省份为法国北部内陆省份，北起瓦兹河谷省，西接厄尔省，西南接厄尔-卢瓦省，东南接埃松省，东临上塞纳省。
与圣雷米莱舍夫勒斯接壤的市镇（或旧市镇、城区）包括：马尼莱阿莫、沙托福尔、舍夫勒斯、米隆拉沙佩勒、布莱莱特鲁、伊韦特河畔日夫、戈梅斯城、莱莫利耶尔、维利耶勒巴克勒。

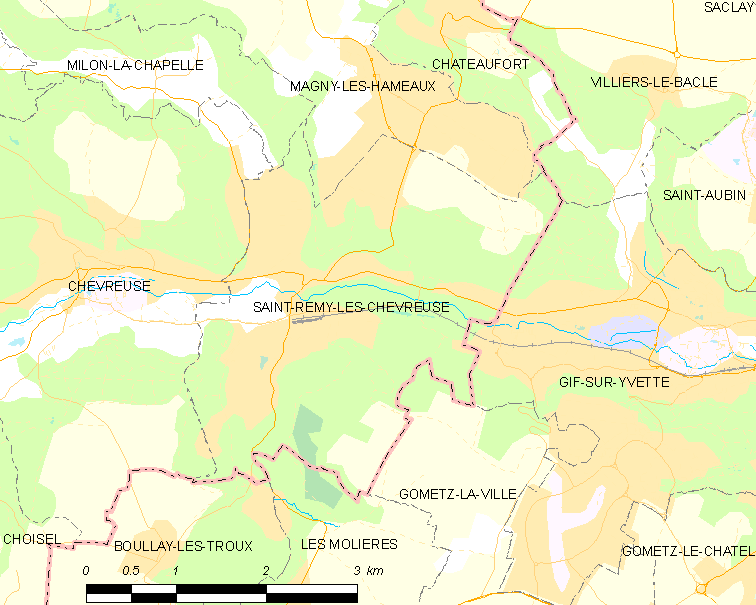
圣雷米莱舍夫勒斯的OSM定位图

圣雷米莱舍夫勒斯的时区为UTC+01:00、UTC+02:00（夏令时）。

## 行政
圣雷米莱舍夫勒斯的邮政编码为78470，INSEE市镇编码为78575。

## 政治
圣雷米莱舍夫勒斯所属的省级选区为莫尔帕县。

## 人口

1962-2008年间圣雷米莱舍夫勒斯人口变化图示

圣雷米莱舍夫勒斯于2022年1月1日时的人口数量为7747人。